# إيكيلون

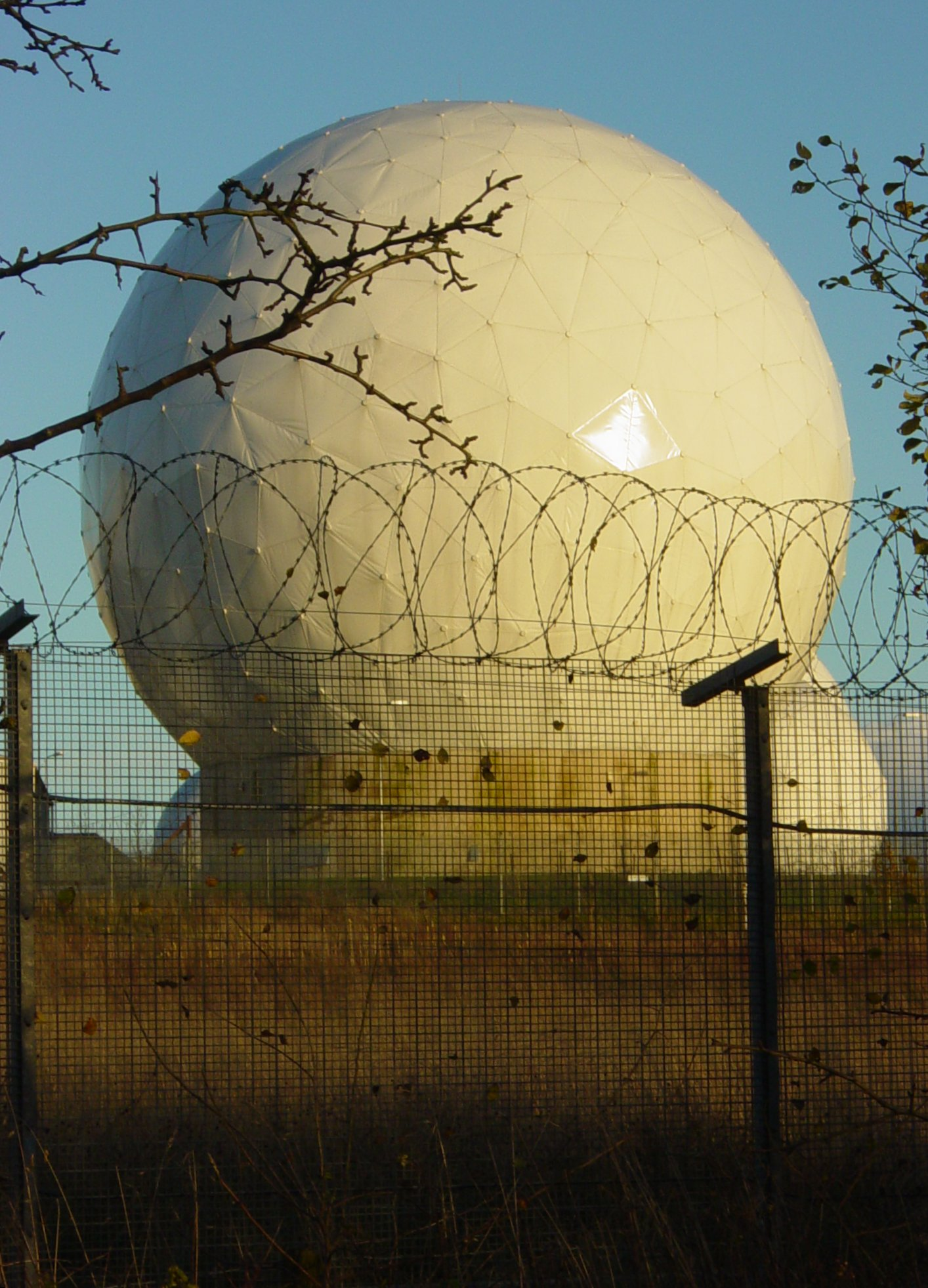
إيكيلون.

في عام 1999 ظهرت إلى الوجود إشاعة مفادها أن تحالفا من الدول الغربية يقوم بالتصنت على الاتصالات الإلكترونية على نطاق واسع، ولكن الوكالات الحكومية الغربية سارعت إلى إنكار ذلك. ولكن لجنة تحقيق تابعة للمجموعة الأوروبية قامت بنشر تقرير يثبت وجود هذا النظام.
وفي حين أن التقنيات التي يستخدمها العاملون ضمن شبكة إيكيلون شبيهة جدا بالتقنيات المستخدمة في كارنيفور، فإن كارنيفور ليس تابعا بأي شكل من الأشكال لشبكة إيكيلون، حيث أنه جزء من جهود وكالة المباحث الفيدرالية الأمريكية، في حين أن إيكيلون تابعة لجهاز الأمن القومي الأمريكي، وهما مؤسستان متنافستان، وعملتا حتى 11 أيلول الماضي بشكل منفصل، أي إلى أن تم تشكيل وزارة أمريكية موحدة تجمع بين عمليات الاثنتين. كما أن ما تقوم المؤسستان بمراقبته مختلف تماما، ولكل منهما محدداته القانونية (لا يوجد الكثير من الحدود لما يمكن لوكالة الأمن القومي الأمريكي أن تقوم بعمله).

## ما هي شبكة إيكيلون Echelon
إيكيلون (بالإنجليزية: ECHELON)‏ هو نظام عالمي لرصد البيانات، واعتراضها، ونقلها، يتم تشغيله من قبل مؤسسات استخبارية في خمس دول هي: الولايات المتحدة، والمملكة المتحدة، وكندا، وأستراليا، ونيوزلندا. ومن المعتقد أن الاسم إيكيلون هو التسمية الخاصة بجزء من النظام يقوم باعتراض الاتصالات التي تتم عبر الأقمار الاصطناعية. وتقوم هذه المؤسسات الاستخبارية بالتنسيق بين جهودها استنادا إلى اتفاقية UKUSA والتي تم توقيعها في العام 1947، ولكن نظام إيكيلون المستخدم حاليا ابتدأ العمل منذ عام 1941، وقد توسعت طاقاته وقدراته ومستوى شموليته كثيرا منذ ذلك الحين، ومن المعتقد أن عملياته تغطي كافة أنحاء العالم. وطبقا للتقرير الذي أعدته اللجنة الأوروبية، فإن بإمكان إيكيلون اعتراض وتعقب أكثر من ثلاثة مليارات عمليات اتصال يوميا (تشمل كل شيء من المكالمة الهاتفية العادية، والجوالة، واتصالات إنترنت، وانتهاء بالاتصالات التي تتم عبر الأقمار الاصطناعية). ويقوم نظام إيكيلون بجمع كافة هذه الاتصالات دون تمييز ومن ثم تصفيتها وفلترتها باستخدام برامج الذكاء الاصطناعي لإنشاء تقارير استخبارية. وتقول بعض المصادر لأن إيكيلون يقوم بالتجسس على 90% من المعلومات المتداولة عبر إنترنت، وتبقى هذه مجرد إشاعة حيث أنه لا يوجد مصادر يمكنها أن تشير بدقة إلى قدرة النظام.

## كيف يعمل إيكيلون؟
يقوم نظام إيكيلون بجمع البيانات بطرق متعددة؛ حيث تشير التقارير إلى أن الوكالات الاستخبارية قامت بتثبيت هوائيات راديوية عملاقة في مواقع مختلفة من الكرة الأرضية، وذلك لاعتراض البث المرسل من وإلى الأقمار الاصطناعية، كما أن هنالك بعض المواقع المتخصصة في تعقب الاتصالات الأرضية. وتوجد هذه الهوائيات حسب التقارير في الولايات المتحدة، وإيطاليا، وإنجلترا، وتركيا، ونيوزلندا، وكندا، وأستراليا، ومجموعة من المواقع الأخرى.
كما أن إيكيلون يستخدم مجموعة من الأقمار الاصطناعية الخاصة التي تقوم بمراقبة البيانات «الفائضة Spillover» بين الأقمار الاصطناعية، ومن ثم إرسال هذه البيانات إلى مواقع معالجة خاصة على الأرض تتمركز في الولايات المتحدة بالقرب من مدينة دنفر بولاية كولورادو، وفي بريطانيا (منويث هيل)، وأستراليا، وألمانيا.
كما أن نظام إيكيلون يقوم بشكل روتيني بمراقبة عمليات الإرسال التي تتم عبر إنترنت، حيث قامت المؤسسة بتثبيت عدد من برمجيات وأدوات «تعقب» الحزم شبيهة بكارنيفور ولكن دون المحددات المفروضة عليه. وإضافة إلى ذلك فإن إيكيلون يستخدم عددا من برمجيات البحث للتنقيب في المعلومات الموجودة في مواقع إنترنت مختارة.
وأُشيع أيضا بأن إيكيلون استخدم معدات تحتمائية خاصة، يمكن تركيبها على الكوابل التي تحمل المكالمات الهاتفية، وقد تم اكتشاف إحدى هذه الأدوات في عام 1982. ومن غير المعروف حاليا إذا ما كان بإمكان إيكيلون رصد المكالمات المتداولة عبر كوابل الألياف الضوئية.
وإضافة إلى جميع الوسائل المذكورة أعلاه، والتي تتم عادة عن بعد، دون الاحتكاك مع الجهات المشبوه بها، فإن الوكالات المشاركة في إيكيلون تقوم باستخدام عملاء سريين مدربين خصيصا يقومون بتثبيت أدوات للتصنت وجمع المعلومات في المواقع التي ترغب بها الوكالة.
وبعد جمع البيانات الخام، يقوم نظام إيكيلون بالتنقيب في هذه البيانات والبحث بها باستخدام نظام اسمه DICTIONARY، والذي يتكون من مجموعة من أجهزة الكمبيوتر الفائقة، والتي تعثر على المعلومات المفيدة للتقارير الاستخبارية بالبحث عن كلمات مفتاحية، وعناوين، وما إلى ذلك. وبفضل برمجيات البحث المتقدمة هذه، يمكن الاستفادة بشكل جيد من الكميات المهولة من البيانات التي تمر عبر النظام يوميا، كما يبدو أنها تسمح للعملاء بتركيز بحثهم على المعلومات الضرورية فقط.

## مكونات إيكيلون
يتكون نظام إيكيلون من مجموعة من البرمجيات المعقدة التي تم تطويرها عبر عقود طويلة من الزمن، أُتيحت فيها للوكالات الاستخبارية الغربية ميزانيات مهولة مكنتها من استخدام أحدث التقنيات وتحويل الخيال العلمي إلى حقيقة. وسنستعرض فيما يلي بعضا منها:

### نظام أويزيس
قام مسئولو الاستخبارات في الولايات المتحدة بتطوير برنامجين، يعتقد العديد من الخبراء بأنهما يُستخدمان لتعزيز فعاليات إيكيلون. أول هذين البرنامجين هو أويزيس Oasis، وهو برنامج لتحويل الصوت إلى نص، ومهمته هي تحويل برامج التلفزيون والراديو إلى نص مكتوب يمكن للآلة قراءته وتحليله. كما أنه يمكن لهذا البرنامج أن يقوم بالتمييز بين أصوات المتحدثين، والتمييز بين الصفات الفردية للأشخاص (مثل جنس المتحدث)، ومن ثم الإشارة إلى هذه الخصائص وتضمينها في النص الذي يقوم بتحويله.

### نظام فلووينت
أما البرنامج الآخر، وهو Fluent فيمسح بالبحث في المواد المكتوبة بلغات غير
الإنجليزية باستخدام كلمات مفتاحية إنجليزية. ولا تقتصر قدرة هذا البرنامج على ذلك فحسب، بل تتعداها لتشمل الترجمة الآلية لهذه الوثائق. وتقتصر الترجمة الآلية حاليا على اللغات الروسية، والصينية، والبرتغالية، والصرب كرواتية، والكورية، والأوكرانية. ولا نشك أن اللغة العربية ستشرف هذه اللائحة عما قريب. كما أن فلووينت يقوم بعرض تكرار كلمة معينة ضمن نص معين، ويمكنه التعامل مع الأخطاء في تهجئة الكلمات.

### مشروع TEMPEST
يُعتبر مشروع تمبست TEMPEST أو «الزوبعة» من المشاريع المثيرة الأخرى في جعبة إيكيلون، وهو من المشاريع التي ترعاها وكالة الأمن القومي الأمريكي. وقد صمم أعضاء هذا المشروع نظاما يقوم بالتقاط إشارات الكمبيوتر (مثل نقرات المفاتيح، وصور الشاشات) وذلك بالتنصت عليها عن بُعد (من مبان أخرى)، أو من خلال الجدران، وذلك باستخدام تقنيات تعتمد على التقاط الموجات الإلكترومغناطيسية.